# Roger de Pitres
Roger de Pitres († 1086) war ein normannischer Ritter und Begründer der Familie Pitres. 
Er stammte von einem Gut aus Pîtres in der Normandie, das William FitzOsbern durch seine Heirat mit Adeliza, einer Tochter von Roger I. de Tosny, erworben hatte. Zusammen mit seinem Bruder Durand kam er mit FitzOsbern während der normannischen Eroberung nach England und war um 1070 entscheidend an der Eroberung der westlichen Midlands beteiligt. Nach der Eroberung belehnte ihn FitzOsbern mit umfangreichem Grundbesitz, darunter Great Barrington und South Cerney in Gloucestershire. Vermutlich belehnte ihn FitzOsbern auch mit Gütern in Wiltshire und Hampshire, dazu ernannte er ihn zum Sheriff von Gloucestershire. Wahrscheinlich errichtete Roger auch Gloucester Castle, dessen erster Constable er wurde.
Er war verheiratet mit Adeliza. Nach seinem Tod erbte zunächst sein Bruder Durand seine Güter und Ämter, bis nach Durands Tod um 1097 sein Sohn Walter de Gloucester seine Nachfolge antrat. 